# Mimela ngoclinhensis
Mimela ngoclinhensis är en skalbaggsart som beskrevs av Huong och Yuiti Wada 2006. Mimela ngoclinhensis ingår i släktet Mimela och familjen Rutelidae. Inga underarter finns listade i Catalogue of Life.